# Molí de Malatosca
El Molí de Malatosca és un molí de Sant Joan de les Abadesses (Ripollès) inclòs a l'Inventari del Patrimoni Arquitectònic de Catalunya.

## Descripció
Un dels molins més grans de tota la contrada, juntament amb el Molí Gros. Al seu interior hi ha un complicat sistema de canals i conducció d'aigües. De les seves quatre plantes, dues eren destinades a molí, amb els seus elements mecànics, i les altres dues a habitatge. Fins fa poc encara conservava el moler per a tal ús. A les últimes dècades del segle xix, comprat pel "Sord de l'Arquet", fou usat com a molí de ciment.
Fins a l'any 1974 conservava el canal de conducció d'aigües i avui encara es pot veure la presa i les parets de la bassa.

## Història
Les referències documentals més antigues del molí daten del segle xii. En aquell moment, el mas Malatosca s'esmenta a l'acta de consagració de l'església de Sant Miquel de la Infermeria. Al segle xiv, l'abat Ramon de Vallmanya va arrendar el Molí de Malatosca a Pere de Serradell. A les últimes dècades del segle xix va ser adquirit per Joan Coromines Cufí, anomenat "El sord de l'Arquet". Durant aquest període, el molí s'emprava per fabricar ciment. Va conservar el canal de conducció d'aigües fins al 1974.